# 大唐歌飞
《大唐歌飞》（原名大唐歌妃）High Flying Songs of Tang Dynasty 是一部以唐玄宗晚年统治时期及安史之乱为背景的古装电视剧，投资达2200多万元人民币，2003年7月完成拍摄，9月20日在央视八套首播。本剧改编自民间传说中大唐歌妃的故事，主线是善于唱歌跳舞的民女许合子与恋人尹梦荷至死不渝的爱情，穿插着后宫争宠及皇权阴谋之争。

## 简介
能歌善舞的江西永新女子许合子本与书生尹梦荷青梅竹马，但被地方官员抢走送进宫中。许合子一进入宫中就陷入梅妃与杨贵妃之间的争斗，她虽一心想逃出宫去，但奈何天不如愿，唐玄宗被她有如天籁的歌声所吸引，封其为歌妃。尹梦荷与弟弟尹梦云追寻许合子来到长安，为能进入宫中，尹梦荷不得不与权相杨国忠合作。一次又一次的危机笼罩着许合子和尹梦荷，但他们矢志不渝，情比金坚，亦感动了李白、阿凤、牡丹公主等人。太子李亨表面温顺，实则野心勃勃，他利用许合子要挟尹梦荷，让他与安禄山合作，安禄山果真叛乱攻下长安，唐玄宗仓惶出逃，李亨趁机夺位登基。李亨即位后，欲杀尹梦荷灭口，尹梦云为成全哥嫂爱情自愿替代尹梦荷被杀。

## 演员

### 领衔主演
- 马　苏 饰 许合子
- 贾乃亮 饰 尹梦荷
- 唐国强 饰 李隆基
- 王璐瑶 饰 杨玉环
- 孙海英 饰 李　白
- 吕丽萍 饰 梅　妃

### 其他演员
- 王小颖 饰 高力士
- 赵　凯 饰 李　亨
- 王　宇 饰 杨国忠
- 赵敏捷 饰 贺知章
- 迟　佳 饰 尹梦云
- 包德磐 饰 安禄山
- 徐　震 饰 韦　青
- 刘潇潇 饰 胡　来（李辅国）
- 吴浇浇 饰 小　玉
- 刘园园 饰 牡丹公主
- 刘　静 饰 阿　凤
- 华　栋 饰 酒婆婆
- 贾明岭 饰 音慈师
- 穆　静 饰 墨　菊
- 肖　雯 饰 如　意
- 小　四 饰 阿　炳

### 友情出演
- 聂　远 饰 安庆绪
- 苗乙乙 饰 抒　彩

## 职员
- 出品人：朱彤、庞建、李涌浩
- 监制：汪国辉、黄晔明
- 制片人：谭湘云、白钢
- 策划人：庄宇新、王胜军、蒋卫岗、巩继程
- 责任编导：杜力
- 责任制片：李长江
- 执行制作人：于伟军、郝琳
- 制作人：李茫野、徐洪涛
- 片头片尾制作：阿聪工作室

## 音乐
- 片尾曲：《大唐歌飞》
  - 作词：胡北　作曲：金山　配器：王佳忠 演唱：王璐瑶
- 片中曲：《打支山歌》、《一阵春风》/《望郎调》、《要唱山歌算我多》
  - 作曲：李俊华 配器：王佳忠 演唱：金山、刘香、张爱、潘惠丽
- 片中曲：《清平调》、《长安一片月》、《黄云城边》、《子夜吴歌》/《秋歌》
  - 作曲：李俊华 配器：李俊华 演唱：刘香、潘惠丽

## 其他
本剧启用了当时还在大学读书的新人马苏、贾乃亮出演男女主角，但配角阵容强大，唐国强、孙海英、吕丽萍等大腕加盟，剧中孙海英饰演的李白突破了文人形象，还会舞剑。
本剧细节设计出色，充分利用了无锡影视基地的所有场景，光连宫灯就设计了60多种不同的类型，力图完整展现盛唐风情。
虽然投资巨大，明星云集、细节设计亦很出色，但情节不够紧凑，剧情流于平淡因而收视率并不理想。